# Obwód Burgas
Obwód Burgas (bułg. Област Бургас) – jedna z 28 jednostek administracyjnych, największa pod względem powierzchni w Bułgarii. Położona w południowo-wschodniej części kraju, nad Morzem Czarnym. Graniczy z Turcją oraz obwodami: Warna, Szumen, Sliwen i Jamboł.

## Skład etniczny
W obwodzie żyje 423 547	ludzi, z tego 338 625 Bułgarów (79,94%), 58 636 Turków (13,84%), 19 439 Romów (4,58%), oraz 6 847 osób innej narodowości (1,61%).